# Hội phát triển hợp tác kinh tế Việt Nam - Lào - Campuchia
Hội phát triển hợp tác kinh tế Việt Nam - Lào - Campuchia (Viet Nam - Lao - Cambodia Association for Economic Cooperation Development - VILACAED) là một tổ chức xã hội nghề nghiệp tự nguyện của các tổ chức, cá nhân, doanh nghiệp Việt Nam đã và đang có đóng góp hoặc có nguyện vọng đóng góp vào sự nghiệp phát triển và nâng cao hiệu quả hợp tác kinh tế và đầu tư giữa Việt Nam với Lào và Campuchia.

## Mục đích
Mục đích của Hội là tập hợp, đoàn kết hội viên, hỗ trợ lẫn nhau phát triển và nâng cao hiệu quả hợp tác kinh tế và đầu tư với Lào và Campuchia; tập hợp ý kiến của hội viên để tham gia ý kiến, tư vấn, thẩm định và phản biện xã hội đối với các chiến lược, quy hoạch, kế hoạch, các cơ chế chính sách, luật pháp, cải cách hành chính... liên quan đến hợp tác kinh tế và đầu tư với Lào và Campuchia khi được các cơ quan nhà nước có thẩm quyền yêu cầu; hỗ trợ các tổ chức, doanh nghiệp, nhà đầu tư của ba nước Việt Nam, Lào và Campuchia tiến hành các hoạt động hợp tác kinh tế và đầu tư, góp phần thực hiện đường lối đổi mới, mở cửa và hội nhập kinh tế quốc tế của Đảng và Nhà nước Việt Nam, phát triển kinh tế - xã hội của đất nước và tăng cường mối quan hệ hữu nghị truyền thống Việt Nam - Lào - Campuchia.
Hội được thành lập tại Hà Nội tháng 5 năm 2008. Các thành viên sáng lập Hội gồm các ông Võ Hồng Phúc (Bộ trưởng Bộ Kế hoạch và Đầu tư), Lại Quang Thực (Thứ trưởng Bộ Kế hoạch và Đầu tư), Bùi Tường Lân, Nguyễn Minh Tú và Lê Việt Đức. Lãnh đạo thường trực khóa I (2008-2013) và hiện nay của Hội gồm các ông Lại Quang Thực (Chủ tịch - Từ tháng 5/2012, ông Phương Hữu Việt thay ông Lại Quang Thực làm Chủ tịch), Bùi Tường Lân (Phó Chủ tịch thường trực), Nguyễn Minh Tú (Phó Chủ tịch phụ trách đối ngoại) và Lê Việt Đức (Phó Chủ tịch kiêm Tổng thư ký).
Hiện nay Hội đang xúc tiến tổ chức Đại hội khóa II. Theo công văn chỉ đạo của Ban bí thư trung ương Đảng, Chủ tịch Hội khóa II là một đồng chí Thứ trưởng Bộ Kế hoạch và Đầu tư. Hội cũng sẽ đổi tên thành Hội phát triển hợp tác kinh tế Việt Nam - Asean.
Hội hoạt động trên phạm vi cả nước, chịu sự quản lý nhà nước của Bộ Kế hoạch và Đầu tư, được mở văn phòng đại diện, chi nhánh tại Lào và Campuchia theo quy định của pháp luật và chịu trách nhiệm trước pháp luật ba nước Việt Nam, Lào và Campuchia.
Đến đầu năm 2017, Hội có hơn 1100 hội viên gồm trên 500 hội viên đơn vị là các cơ quan, tổ chức, doanh nghiệp Việt Nam và hơn 600 hội viên cá nhân là các chuyên gia thuộc nhiều lĩnh vực kinh tế, xã hội, môi trường.
Cơ cấu tổ chức của Hội gồm 5 Ban (Ban phát triển hợp tác với Lào, Ban phát triển hợp tác với Campuchia, Ban hỗ trợ phát triển, Ban Thông tin Tuyên truyền và Văn phòng Trung ương Hội), 2 viện nghiên cứu (Viện đào tạo và phát triển kinh tế; Viện phát triển nông thôn và cộng đồng), 7 Trung tâm (Trung tâm hỗ trợ hợp tác kinh tế Việt Nam - Lào - Campuchia, Trung tâm đào tạo và phát triển nguồn nhân lực ASEAN, Trung tâm hỗ trợ tài năng có hoàn cảnh khó khăn, Trung tâm hỗ trợ doanh nghiệp và hợp tác quốc tế...), 1 tờ báo (Thời báo MêKông), 1 tạp chí (tạp chí Hợp tác và Phát triển), trang thông tin điện tử www.vilacaed.org, 2 Văn phòng đại diện tại Lào (Viêng Chăn), Campuchia (Phnom Pênh) và 1 văn phòng đại diện tại thành phố Hồ Chí Minh, 2 hội chi nhánh ở Nghệ An, Hà Tĩnh...